# Hammenhög
Hammenhög – miejscowość (tätort) w południowej Szwecji, w regionie administracyjnym (län) Skania (gmina Simrishamn).
W 2015 roku Hammenhög liczył 879 mieszkańców.

## Położenie
Położona na obszarze Österlen w południowo-wschodniej części prowincji historycznej (landskap) Skania, przy drodze krajowej nr 9, ok. 24 km na północny wschód od Ystad w kierunku Simrishamn.

## Demografia
Liczba ludności tätortu Hammenhög w latach 1960–2015: